# 莫斯科审判

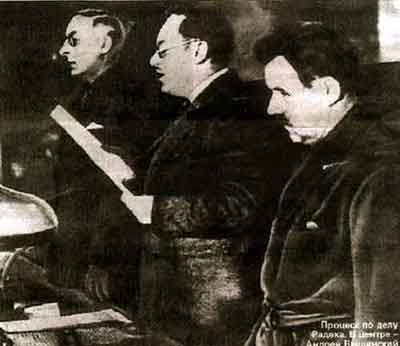
1937年，苏联总检察长维辛斯基（中）在公审中宣读起诉书

莫斯科审判（俄语：Московские процессы）是20世纪30年代苏联大清洗时期由斯大林主导的一系列“作秀公审”。此次审判的受害者包括大部分健在的老布尔什维克，以及苏联秘密警察的领导层。斯大林死后，由赫鲁晓夫揭示，莫斯科公审现今被公认为是“作秀公审”，判决皆为提前确定，并通过拷打、威胁被告人家属等方式强迫被告人认罪以便正当化。
此次审判的目的为消灭老布尔什维克等对斯大林统治构成威胁的任何潜在的政治对手。大多数被告人是以苏俄刑法第58条被指控与西方国家勾结准备暗杀斯大林及其他苏联领导人，以肢解苏联，复辟资本主义。
一位名叫亚历山大·奥尔洛夫的苏联秘密警察，自称曾参与大清洗的行动，后来流亡美国，写下《斯大林肃反秘史》一书。该书披露了大清洗的许多内幕，其中也包括莫斯科公审中如何迫使被告人在法庭上自行认罪的内幕。